# Noragami
Noragami (ノラガミ?  lit. 'Dios callejero') es una serie de manga escrita e ilustrada por el dúo Adachitoka. La historia contiene elementos relacionados con el sintoísmo y gira en torno a Yato, un dios que concede deseos a la gente por dinero, para así algún día construir su propio santuario. Una tarde, mientras cumple un recado, una estudiante llamada Hiyori lo salva de ser atropellado y luego de este incidente se transforma en una han'yō. A partir de entonces, acompañados por el joven Yukine, Yato y Hiyori tienen diversas aventuras en tanto aguardan que él consiga devolverla a su estado natural. Más adelante, un hechicero conocido como «Padre» se suma a la historia e intenta separar a los tres, en búsqueda de sus propios intereses. La atmósfera de la serie es sombría en su mayoría, y algunos de los temas abordados son la muerte y la soledad.  
Las autoras habían trabajado en la Gekkan Shōnen Magazine de la editorial japonesa Kōdansha entre 2003 y 2010, desempeñándose como ilustradoras del manga Alive: The Final Evolution. Cuando este finalizó, presentaron algo de material propio al editor de la mencionada revista, Yohei Takami. Ante el interés de Takami por uno de sus personajes en particular —una versión inicial de Yato—, Adachitoka ideó la historia de Noragami con base en este. El manga se publicó por primera vez en diciembre de 2010, en la Gekkan Shōnen, y se vendió mensualmente hasta su finalización en enero de 2024. Su edición se suspendió momentáneamente entre mayo de 2017 y julio de 2018, debido a problemas de salud de una de las mangakas. La serie consta de veintisiete volúmenes recopilados en tankōbon y generó una obra paralela, Noragami: Shuishu (ノラガミ拾遺集?), de dos volúmenes. Las versiones en español las publicaron Norma Editorial en España y Panini Manga en Argentina, Colombia y México para su distribución en el resto de Hispanoamérica.
La trama del manga se adaptó a dos animes producidos Bones, dirigidos por Kotaro Tamura y emitidos por la cadena Tokyo MX. El primero se transmitió desde enero hasta marzo de 2014, cuenta con material original y consta de doce episodios. Por otra parte, la segunda se tituló Noragami Aragoto (ノラガミ ARAGOTO?) y, entre octubre y diciembre de 2015, emitió trece capítulos. Además, se produjeron cuatro animaciones originales y dos obras de teatro. Tanto el anime como el manga alcanzaron un éxito moderado dentro y fuera de Japón y obtuvieron buenas críticas en su mayoría.

## Argumento

### Trasfondo
La historia transcurre en una versión moderna de Tokio, donde existen dos dimensiones paralelas: en una habitan los humanos y demás seres vivos, y en la otra, dioses y varios personajes pertenecientes al folclore japonés. Las deidades son aquellas veneradas en el sintoísmo y conceden deseos a cambio de una ofrenda monetaria. Nacieron para cumplir los pedidos de las personas y necesitan de ellas para sobrevivir; de lo contrario, desaparecen. No es imprescindible para la supervivencia de un dios poseer una gran cantidad de seguidores, ya que pueden existir durante siglos, siempre y cuando al menos un individuo los recuerde. Si por cualquier motivo fallece, es posible que reencarne. Es común que las personas no sean capaces de sentir la presencia de los seres espirituales y, en caso de que lo logren, suelen olvidarse de ellos al dejar de verlos.

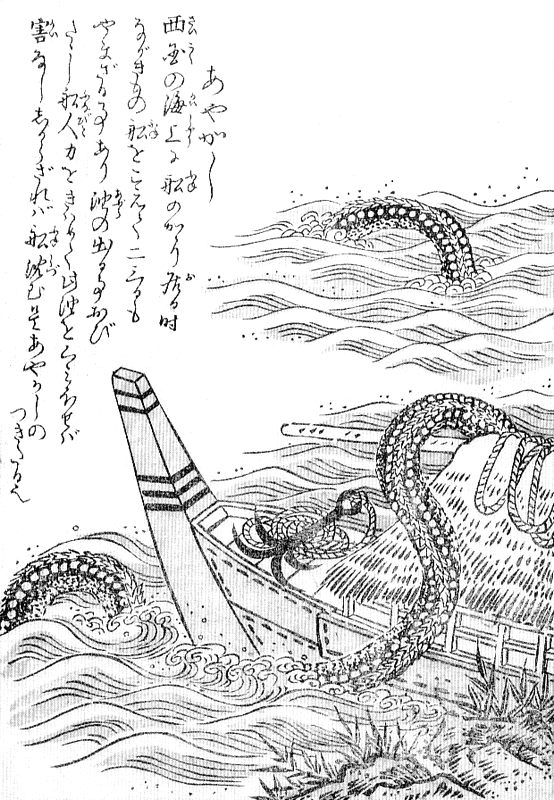
Ilustración de Toriyama Sekien de un ayakashi en su libro Konjaku Hyakki Shūi

Los mencionados ayakashi (妖?) o «fantasmas» son una variedad de yōkai que frecuentan zonas con atmósferas depresivas, porque buscan corromper a personas con problemas para devorarles el alma. Atacan también a los dioses y son capaces de provocar yasumi o «impureza», que devora el cuerpo si no se exorciza al enfermo o se lo purifica con agua bendecida. Las deidades no pueden sellar a los ayakashi por sí mismos y necesitan de herramientas llamadas shinki (神器?  lit. «instrumento divino», aunque conocidos como «tesoros sagrados» o «regalías» en el doblaje al español) para ello. Se trata de espíritus de gente que murió y quería seguir viviendo, por lo que las almas de quienes se hayan suicidado no pueden convertirse en shinki. Cuando una deidad encuentra un espíritu suelto, puede realizar el proceso de conversión recitando un conjuro y, a partir de entonces, el shinki adaptará dos formas: una humana y la otra, de algo que sea de utilidad —como armas, criaturas u objetos—. Llamándolo por su nombre, el dios decide cuándo invocarlo como arma.
Las acciones del shinki repercuten directamente en su dios, quien sufrirá dolores y contraerá impurezas si su instrumento comete pecados. La divinidad tiene la potestad de excomulgar al instrumento o de someterlo a un «ritual de purificación» (禊 misogi?). Esta es una ceremonia sumamente dolorosa que, de salir bien, lo librará de impurezas. Aunque es raro que suceda, un shinki puede incrementar su poder y evolucionar a «hafuri no utsuwa» (神器?  lit. «instrumento bendito»; en español se lo tradujo como «tesoro sagrado bendito» o «santísima regalía») cuando haya «jurado una eterna lealtad hacia su amo».

### Sinopsis
La historia se centra en Yato, un dios desconocido que a cambio de cinco yenes concede los deseos de la gente, con la esperanza de ahorrar dinero para construir su propio santuario y obtener una gran cantidad de seguidores. No tiene un templo erigido en su honor, trabaja a domicilio y realiza tareas poco convencionales. Para publicitarse, anota su número de celular en baños de escuelas o lo pinta con aerosol en paredes públicas. Su ya adversa situación se agudiza cuando su shinki, harta de él, renuncia y lo deja indefenso ante posibles ataques de ayakashi.
Un día, mientras Yato cumple un trabajo buscando un gato, una estudiante de secundaria llamada Hiyori Iki nota su presencia y lo salva de ser arrollado por un autobús, aunque en el proceso resulta herida y termina ingresada en un hospital. La muchacha descubre que este suceso la ha convertido en una han'yō —es decir, que es tanto humana como ayakashi—, lo que la deja expuesta a criaturas provenientes de la dimensión espiritual. Yato acepta devolverla a la normalidad y, al no tener idea de cómo hacerlo, siempre encuentra motivos para postergar este trabajo. Con el tiempo, descubre que la posible solución es cortar sus lazos con Hiyori para que lo olvide y se aleje del mundo espiritual. No obstante, en este punto ella se ha encariñado demasiado con él y le pide que no lo haga. Por otra parte, en una ocasión, mientras huye de un ayakashi, Yato se topa con un alma perdida (死霊 shiryō?) y la transforma en su shinki, Yukine. Al tratarse de un adolescente rebelde, la relación entre ambos es conflictiva hasta que el joven supera el ritual de purificación y comienza a serle obediente y extremadamente leal.
Uno de los primeros arcos se centra en Bishamonten, una poderosa diosa que odia y persigue a Yato desde que este asesinó a sus shinki en el pasado, porque se habían llenado de impurezas. El único sobreviviente fue Kazuma, el hafuri no utsuwa de Bishamonten quien, sin que ella se entere, rogó a Yato que acabara con sus compañeros, con el fin de que no consumieran a su maestra. En el presente, Bishamonten nuevamente comete ese error, en parte debido a la traición de uno de sus shinki. Sin embargo, el protagonista vuelve a salvarla de las impurezas. El principal antagonista de Noragami es un hechicero conocido como «Padre», aunque se lo presenta como Kouto Fujisaki, un estudiante al que le poseyó el cuerpo. A lo largo de la historia, este hombre, que durante mucho tiempo utilizó a Yato para que matara gente con el fin de atacar a los dioses, trata de separarlo de Hiyori y Yukine para seguir usándolo como parte de su plan.

### Temáticas y estilo
Dentro de la industria del manga, son frecuentes las obras con elenco encabezado por deidades representadas de manera moderna. Sin embargo, Noragami se diferencia en cuanto a perspectiva; Yato, lejos de presentar características divinas, por poco mendiga para subsistir. La serie principalmente ofrece acción, con batallas contra espíritus malignos; drama, tratando los problemas emociones de muchos personajes; y comedia, reflejada por ejemplo en la actitud del inverosímil protagonista o en los episodios narcolépticos de Hiyori. La atmósfera alegre paulatinamente se torna triste y oscura, más que nada en el arco donde surgen conflictos entre Bishamonten y sus tesoros sagrados.
En Noragami se exponen temas como la soledad, las mentiras y la muerte. La periodista Rebecca Silverman opinó que el fallecimiento de Tadashi Kawashima, que tuvo gran impacto en Adachitoka, quizás haya inspirado este tipo de historias. Tanto Yato como Yukine enfrentan conflictos debido al pasado: los asesinatos cometidos años atrás por el primero comienzan a repercutir en su mente, razón por la que busca la expiación realizando pedidos poco remunerados. Por su lado, Yukine inicialmente no soporta estar muerto, atraviesa una eterna pubertad y envidia a los vivos. Adicionalmente, se aborda el significado de la amistad, que para Yato es «simplemente lo más importante en su vida eterna, y el miedo a perder [esas personas] rige sus acciones», y la reencarnación, mediante la cual el dios es despojado de sus recuerdos.

## Personajes
A continuación se describirá brevemente a los personajes principales, y se nombrará a los seiyū de la versión original y a los actores de doblaje en Hispanoamérica y España:
- Yato (夜ト?  conocido formalmente como «Yatogami») es un dios desconocido que no posee un santuario ni está registrado oficialmente como una divinidad. Esto, sin embargo, no impide que anhele construirse uno y algún día convertirse en un personaje sumamente famoso.[2][12] En realidad se llama Yaboku, pero se lo conoce como Yato desde que su primera shinki leyó su nombre erróneamente.[n. 3] Tiene actitudes poco convencionales, viste ropas deportivas y realiza trabajos fuera de lo común.[12][27] Siglos atrás vivió como un dios de la calamidad relativamente poderoso que cometió infinidad de pecados.[3][25] En su idioma original, su seiyū es Hiroshi Kamiya, mientras que en el doblaje hispanoamericano es Iván Fernández y en el español es Roger Pera.[1]

- Hiyori Iki (壱岐ひより Iki Hiyori?) es una estudiante de tercer año de secundaria. Proviene de una familia sobreprotectora, en palabras del propio personaje, aunque sus allegados rara vez se entrometen en sus asuntos o hacen aparición en la obra.[17] Tras salvar la vida de Yato, se vuelve una han'yō, lo que la hace capaz de percibir el mundo espiritual. Este incidente provoca que se separe de su cuerpo cada vez que se duerme —lo que comienza a sucederle en cualquier sitio y momento— y adapte una forma incorpórea.[2][16] En la serie, se entrevé que se ha enamorado de Yato, sentimiento que, al parecer, es mutuo.[28] En su idioma original, su seiyū es Maaya Uchida, mientras que en el doblaje hispanoamericano es Karen Hernández y en el español es Cari Monrós.[1]

- Yukine (雪音?) era un alma perdida a quien Yato convirtió en su shinki, estado en el que toma forma de espada.[3] Se trata de un adolescente que no recuerda nada de su vida pasada y constantemente comete pecados, ya que se encuentra en plena etapa de rebeldía.[3] Sin embargo, después de someterse exitosamente a un ritual de purificación, se vuelve más maduro y obediente.[4][6] En busca de mejora, toma lecciones escolares de Hiyori y se capacita como tesoro sagrado, con ayuda de Kazuma.[6] Cuando evoluciona a hafuri no utsuwa, asume la forma de dos espadas.[22] En su idioma original, su seiyū es Yūki Kaji, mientras que en el doblaje hispanoamericano es Erick Padilla y en el español es Rubén Felis.[1]

- Bishamonten (毘沙門天?  también llamada «Bishamon» o «Veena») es una diosa de la guerra extremadamente poderosa, así como una de los siete dioses de la fortuna.[2] Tiene cientos de instrumentos divinos, ya que rescata a todas las almas que halla, pero por este motivo muchos de ellos se sienten olvidados, lo que crea impurezas.[6] No es la primera vez que esto sucede, puesto en el pasado cometió el mismo error y fue Yato quien acabó con ellos para que no la consumieran. Bishamonten nunca se enteró de que Kazuma, su shinki más preciado, fue quien pidió a Yato que matara a sus compañeros, por el bien de su ama.[6][21] En su idioma original, su seiyū es Miyuki Sawashiro, mientras que en el doblaje hispanoamericano es Lupita Macedo y en el español es Rosa López.[1]

- Padre (父様 Toto-sama?, también llamado «el Artesano» o «Creador de máscaras» 面打ち様), quien actúa bajo la encarnación Kouto Fujisaki (藤崎浩人 Fujisaki Kōto?), es el principal antagonista. Es un espíritu que al principio causa estragos, al poseer la capacidad de utilizar ayakashi a voluntad.[2] Su objetivo es matar a los dioses, tarea en principio imposible porque la fe de la gente hace que estos reencarnen, por lo que en el pasado usó a Yato para que asesinara personas que sirvieran como «sacrificio». En el presente tiene el mismo fin, así que intenta separarlo de Hiyori y Yukine.[2][24] En su idioma original su seiyū es Kaito Ishikawa, y la segunda temporada del anime, que es cuando el personaje aparece, no tiene doblaje en español.[29]

## Producción
Adachitoka son dos autoras, una que dibuja personajes y otra que se ocupa de hacer los fondos. Ya habían trabajado para la Gekkan Shōnen Magazine de la editorial Kodansha, como asistentes de Motohiro Katou. Pasaron muchos años ilustrando el manga de Tadashi Kawashima Alive: The Final Evolution y, cuando la serialización finalizó, compusieron un one-shot con algo de material guardado. Lo enviaron al jefe de redacción de la Gekkan Shōnen Magazine, Yohei Takami, quien se interesó por un personaje en particular, un boceto de lo que se terminó siendo Yato. Le sorprendió la idea de un dios que viste chándal y es irresponsable, características que Adachitoka explican así: «[Yato] es un fracaso como dios. No es ni bueno ni perfecto. Así luce un dios fracasado: es un tipo que viste chándal y hace todo a medias». Takami sugirió crear una premisa con base en él, algo con lo que estuvieron de acuerdo. Observaron los diseños iniciales de los tres personajes principales y decidieron construirlos antes de proseguir con el argumento. Según Takami, esto fue fundamental porque los protagonistas son «el motor de la historia. Conviene pasar por este proceso antes del comienzo del manga, porque después de la serialización no se puede volver atrás y construir un motor mejor». El diseño de Hiyori, quien originalmente era de aspecto similar a un gato, se modificó varias veces hasta dejarla humana, porque veían problemático explicar su origen y, además, se necesitaba de un personaje más real para que «el lector experimentara los impactos y las sorpresas de la historia». Noragami está dedicado a Kawashima, quien falleció a mediados de 2010.
La primera adaptación a anime de Noragami comenzó a emitirse en enero de 2014, cuando el manga contaba con nueve volúmenes. Hay divergencias en el argumento de ambos formatos desde el inicio, dado que el primer capítulo de la historieta trata en su totalidad sobre Yato mientras ayuda a una joven que sufre acoso escolar y concluye con la renuncia de su instrumento divino. Por otro lado, en el anime se optó por omitir esta subtrama y en el comienzo del primer episodio la shinki de Yato lo abandona inmediatamente, tras deshacerse de un ayakashi. Según el director Kotaro Tamura, el estudio temió abordar la intimidación escolar desde los minutos iniciales, porque eso podría haber provocado que algunos espectadores se desalentaran y no vieran el resto de la serie. No obstante, para la adaptación se creó una historia original que abarca ese asunto en el octavo episodio. La manera en que se lleva a cabo el ritual de purificación de Yukine, un evento importante en la obra, también es ligeramente diferente en ambas versiones. La primera temporada ofrece un desenlace original e introduce a un antagonista llamado Rabo, un antiguo dios de la calamidad que anhela combatir con Yato una última vez. Si bien su historia es exclusiva del anime, este personaje está basado en una idea de Adachitoka. La segunda temporada es más fiel a la obra original, aunque en el arco de Bishamonten se suprimimieron subtramas sobre personajes secundarios, dado que la historia ocupa solo seis episodios.

## Contenido

### Manga
El manga se publicó mensualmente desde diciembre de 2010 por la editorial japonesa Kōdansha en su revista Gekkan Shōnen Magazine, y en más de una década emitió más de cien capítulos los cuales se compilaron en veintisiete volúmenes tankōbon. En junio de 2022 se anunció que se encontraba en su arco final y, en mayo de 2023, se reveló que el volumen 27 sería el último. El mencionado tomo se lanzó en Japón el 16 de febrero de 2024. Una serie derivada, Noragami: Shuishu (ノラガミ拾遺集?) —también conocida por su título en inglés, Noragami: Stray Stories—, se difundió en la Gekkan Shōnen Magazine+ por primera vez en noviembre de 2013, como un volumen único. Una segunda entrega, no obstante, se publicó en febrero de 2019 y conformó la edición especial del vigésimo tomo de la obra original.
Se lanzaron ediciones limitadas de los volúmenes 10 y 11, que incluyeron un DVD de la primera temporada del anime, y de los tomos 15 y 16, que se vendieron con DVD de las OVA tres y cuatro. La edición de mayo de 2017 de la Gekkan Shōnen no publicó el respectivo capítulo de Noragami debido a «circunstancias», sin dar más detalles. Más tarde, se reveló que la obra se encontraba pausada por el momento hasta que una de las autoras —no se especificó cuál— se recuperara de unos problemas de salud. La publicación se retomó para la edición de julio de 2017, tras más de un año de inactividad. Con motivo del décimo aniversario de la serie, a finales de 2021 se llevó a cabo una lotería en línea por medio del sitio web Kujibikido, con cada billete a un precio de 715 yenes. Entre los premios, hubo ilustraciones hechas por Adachitoka, llaveros y soportes de acrílico con la figura de algunos personajes.
Kodansha Comics obtuvo la licencia de la obra en febrero de 2014 para su distribución en Estados Unidos a partir de septiembre de ese año. Las versiones en español del manga las publicó Norma Editorial en España y Panini Manga en Hispanoamérica.
| Lista de volúmenes | Lista de volúmenes       | Lista de volúmenes     | Lista de volúmenes       | Lista de volúmenes     | Lista de volúmenes       | Lista de volúmenes     |
| #                  | Fecha de publicación     | ISBN                   | Fecha de publicación     | ISBN                   | Fecha de publicación     | ISBN                   |
| ------------------ | ------------------------ | ---------------------- | ------------------------ | ---------------------- | ------------------------ | ---------------------- |
| 1                  | 15 de julio de 2011      | ISBN 978-4-06-371294-0 | 9 de octubre de 2015     | ISBN 978-8-467-92067-3 | 11 de octubre de 2019    | ISBN 978-6-075-28518-4 |
| 2                  | 17 de octubre de 2011    | ISBN 978-4-06-371294-0 | 1 de diciembre de 2015   | ISBN 978-8-467-92123-6 | 8 de noviembre de 2019   | ISBN 978-6-075-28607-5 |
| 3                  | 17 de febrero de 2012    | ISBN 978-4-06-371323-7 | 7 de marzo de 2016       | ISBN 978-8-467-92164-9 | 13 de diciembre de 2019  | ISBN 978-6-075-28699-0 |
| 4                  | 15 de junio de 2012      | ISBN 978-4-06-371336-7 | 7 de mayo de 2016        | ISBN 978-8-467-92302-5 | 17 de enero de 2020      | ISBN 978-6-075-28762-1 |
| 5                  | 17 de octubre de 2012    | ISBN 978-4-06-371350-3 | 7 de julio de 2016       | ISBN 978-8-467-92370-4 | 21 de febrero de 2020    | ISBN 978-6-075-28746-1 |
| 6                  | 15 de febrero de 2013    | ISBN 978-4-06-371366-4 | 26 de agosto de 2016     | ISBN 978-8-467-92371-1 | 13 de marzo de 2020      | ISBN 978-6-075-28748-5 |
| 7                  | 17 de junio de 2013      | ISBN 978-4-06-371379-4 | 7 de noviembre de 2016   | ISBN 978-8-467-92372-8 | 12 de junio de 2020      | ISBN 978-6-075-28849-9 |
| 8                  | 17 de octubre de 2013    | ISBN 978-4-06-371394-7 | 7 de enero de 2017       | ISBN 978-8-467-92435-0 | 14 de agosto de 2020     | ISBN 978-6-075-28932-8 |
| 9                  | 17 de diciembre de 2013  | ISBN 978-4-06-358478-3 | 3 de marzo de 2017       | ISBN 978-8-467-92568-5 | 30 de octubre de 2020    | ISBN 978-6-075-28997-7 |
| 10                 | 17 de febrero de 2014    | ISBN 978-4-06-371412-8 | 1 de mayo de 2017        | ISBN 978-8-467-92569-2 | 27 de noviembre de 2020  | ISBN 978-6-075-48024-4 |
| 11                 | 17 de julio de 2014      | ISBN 978-4-06-371430-2 | 1 de julio de 2017       | ISBN 978-8-467-92570-8 | 15 de enero de 2021      | ISBN 978-6-075-48182-1 |
| 12                 | 17 de noviembre de 2014  | ISBN 978-4-06-371448-7 | 29 de septiembre de 2017 | ISBN 978-8-467-92571-5 | 23 de abril de 2021      | ISBN 978-6-075-48205-7 |
| 13                 | 17 de abril de 2015      | ISBN 978-4-06-371460-9 | 26 de enero de 2018      | ISBN 978-8-467-92918-8 | 14 de mayo de 2021       | ISBN 978-6-075-48254-5 |
| 14                 | 17 de septiembre de 2015 | ISBN 978-4-06-371483-8 | 23 de marzo de 2018      | ISBN 978-8-467-92967-6 | 11 de junio de 2021      | ISBN 978-6-075-48349-8 |
| 15                 | 17 de noviembre de 2015  | ISBN 978-4-06-371494-4 | 22 de junio de 2018      | ISBN 978-8-467-92968-3 | 2 de julio de 2021       | ISBN 978-6-075-48386-3 |
| 16                 | 17 de noviembre de 2015  | ISBN 978-4-06-371494-4 | 28 de septiembre de 2018 | ISBN 978-8-467-93251-5 | 27 de agosto de 2021     | ISBN 978-6-075-48454-9 |
| 17                 | 15 de junio de 2016      | ISBN 978-4-06-392531-9 | 25 de enero de 2019      | ISBN 978-8-467-93286-7 | 24 de septiembre de 2021 | ISBN 978-6-075-48518-8 |
| 18                 | 17 de febrero de 2017    | ISBN 978-4-06-392567-8 | 26 de abril de 2019      | ISBN 978-8-467-93477-9 | 22 de octubre de 2021    | ISBN 978-6-075-48564-5 |
| 19                 | 17 de agosto de 2017     | ISBN 978-4-06-392587-6 | 21 de junio de 2019      | ISBN 978-8-467-93478-6 | 26 de noviembre de 2021  | ISBN 978-6-075-48752-6 |
| 20                 | 15 de febrero de 2019    | ISBN 978-4-06-514491-6 | 31 de octubre de 2019    | ISBN 978-8-467-93783-1 | 17 de diciembre de 2021  | ISBN 978-6-075-48901-8 |
| 21                 | 17 de octubre de 2019    | ISBN 978-4-06-517367-1 | 29 de octubre de 2020    | ISBN 978-8-467-94265-1 | 25 de febrero de 2022    | ISBN 978-6-075-68116-0 |
| 22                 | 17 de junio de 2020      | ISBN 978-4-06-519753-0 | 29 de octubre de 2021    | ISBN 978-8-467-94655-0 | 8 de abril de 2022       | ISBN 978-6-075-68116-0 |
| 23                 | 17 de febrero de 2021    | ISBN 978-4-06-522100-6 | 27 de mayo de 2022       | ISBN 978-8-467-95013-7 | 8 de julio de 2022       | ISBN 978-6-075-68418-5 |
| 24                 | 15 de octubre de 2021    | ISBN 978-4-06-524859-1 | 28 de octubre de 2022    | ISBN 978-8-467-95014-4 | 6 de octubre de 2022     | ISBN 978-6-076-36045-3 |
| 25                 | 16 de junio de 2022      | ISBN 978-4-06-527772-0 | 7 de julio de 2023       | ISBN 978-8-467-96211-6 | 20 de enero de 2023      | ISBN 978-6-076-36480-2 |
| 26                 | 16 de febrero de 2023    | ISBN 978-4-06-530535-5 | 19 de enero de 2024      | ISBN 978-8-467-96553-7 | 22 de septiembre de 2023 | ISBN 9786075780337     |
| 27                 | 16 de febrero de 2024    | ISBN 978-4-06-534201-5 |                          |                        |                          |                        |

### Anime
| Director             | Kotaro Tamura                              |
| Creador original     | Adachitoka                                 |
| Composición          | Deko Akao                                  |
| Dirección artística  | Kazuo Nagai                                |
| Diseño de personajes | Toshihiro Kawamoto                         |
| Edición              | Kumiko Sakamoto                            |
| Música               | Taku Iwasaki ELECTROCUTICA (T2) MOKA☆ (T2) |

Las adaptaciones al anime fueron dirigidas por Kotaro Tamura y producidas por el estudio japonés Bones. Tuvieron el mismo personal de producción, además de que contaron con sugerencias de Adachitoka y Yohei Takami. El equipo incluyó, entre otros, a Deko Akao —seudónimo de Hitomi Mieno— en los guiones y Toshihiro Kawamoto en el diseño de personajes. Para promocionar la serie, el 6 de septiembre de 2013 en Japón se abrió la línea telefónica gratuita «Yato Denwa» —«El teléfono de Yato», en español—, en la que se oía un mensaje pregrabado de Hiroshi Kamiya interpretando a Yato. Menos de un mes después, se alcanzaron las 160 000 llamadas, y a los dos meses se llegó a 250 000. La primera temporada se emitió en Japón por la cadena televisiva Tokyo MX, desde el 5 de enero hasta el 23 de marzo de 2014, y consta de doce episodios de veinticuatro minutos cada uno. La adaptación abarca la presentación de los personajes y el ritual de purificación de Yukine, pero no se animó el arco de Bishamonten —muy popular entre los lectores— debido a que no hubo espacio para agregar ese contenido. Tamura explicó: «Eran demasiados elementos y si los hubiéramos incluido, el resultado hubiera sido un resumen. Tenemos doce episodios y el arco de Bishamon superaría fácilmente los diez. Además, si acortábamos la historia de Yukine, [la audiencia] no hubiera entendido el arco de Bishamon». Funimation lanzó la serie en formato DVD y disco Blu-ray en Estados Unidos a mediados de 2015.
La segunda temporada, titulada Noragami Aragoto (ノラガミ ARAGOTO?), se transmitió entre el 2 de octubre y el 25 de diciembre de 2015, también en Tokyo MX. Se hicieron trece episodios debido a que se animó el extenso arco de Bishamonten y se agregó el del inframundo. Como promoción, se reabrió la línea telefónica «Yato Denwa», que un año antes había recibido más de un millón de llamadas. El 14 de mayo de 2016 se realizó en Chiba un evento llamado «Noragami Aragoto -Matsurigoto-», donde los actores de voz comentaron sobre su trabajo en las escenas y participaron en juegos. En agosto, se lanzó al mercado un DVD y un disco Blu-ray con la grabación de este espectáculo. Esta serie tuvo menos promoción que su antecesora, motivo por el que se compraron solamente 2000 discos Blu-ray, cifra significativamente menor a las 5000 copias de la primera temporada que se habían vendido un año antes.
El doblaje al español tiene dos versiones: una para España, realizada bajo la licencia de Selecta Visión —quienes además se encargaron de distribuir en dicho país la primera temporada en DVD y una edición especial llamada «First Print Edition», en Blu-ray—, y otra para Hispanoamérica, que se llevó a cabo en los estudios Haymillian de Cuernavaca (México). Además de la mencionada Tokyo MX, algunas de las cadenas televisivas que han transmitido Noragami son Nippon BS, MBS TV y TV Aichi en Japón y Animax UK para Reino Unido. En España estuvo, además, en el catálogo de Netflix hasta el 14 de diciembre de 2021. Existen varias plataformas que contienen el programa subtítulado en español, como Crunchyroll, AnimeBox y Amazon Prime.

#### Animaciones originales
Hay un total de cuatro animaciones originales sobre la serie, todas producidas por Bones y creadas por el equipo que se encargó del anime. La primera cuenta con dos episodios de veinticuatro minutos cada uno, el primero de los cuales es una adaptación del capítulo 25 del manga y se estrenó el 17 de febrero de 2014, junto con el décimo volumen. Titulado «Kamigakari, Kamitatari» (神憑り、神祟り?  lit. «Posesión divina, maldición divina»), en este episodio Yato toma posesión del cuerpo de Hiyori y la utiliza para promocionar sus servicios como dios entre los compañeros de colegio de la joven. Según el periodista de Kotaku Richard Eisenbeis, este es el «capítulo más divertido de todo el programa» y sirvió para desarrollar la relación entre Yato y Hiyori.
La segunda parte, «Haru no yakusoku» (春の約束?  lit. «Promesa en primavera»), se lanzó el 17 de julio, al mismo tiempo que el volumen 11. Las animaciones tienen los mismos temas de apertura y de cierre que la primera temporada del anime: «Goya no Machiawase», de Hello Sleepwalkers, y «Heart Realize», de la cantante Tia, respectivamente. Entre 2015 y 2016 se estrenaron dos episodios del segundo OVA, que salieron a la venta en conjunción con los volúmenes 15 y 16. El primero es una adaptación del capítulo «Una historia sobre conformarse con los estereotipos temporales» (一時の定型に沿う事 Nijikan no Teikei ni Sou Koto?), de Noragami: Shuishu, mientras que el segundo está basado en el capítulo 41 del manga, en el que los personajes principales visitan un parque de atracciones.

#### Banda sonora
Taku Iwasaki se encargó de componer la banda sonora de las dos temporadas de la serie, aunque en la segunda contó con el apoyo del grupo ELECTROCUTICA y de Kayo Konishi y Yukio Kondo, artistas conocidos como MOKA☆. El primer álbum se lanzó el 19 de febrero de 2014 por medio de Avex y contiene veinticuatro pistas. El opening de la serie es «Goya no Machiawase», de Hello Sleepwalkers, y el ending es «Heart Realize», de Tia.
El segundo álbum, que contiene diecisiete temas que figuran en Noragami Aragoto, salió a la venta el 25 de noviembre de 2015. El 5 de diciembre, durante la transmisión de un episodio, un televidente que se identificó como musulmán aseguró oír la adhan en una de las pistas. Los productores se disculparon públicamente y dijeron que «el sonido se grabó y publicó sin examinar su significado». Por este motivo, se detuvieron varios envíos de la banda sonora y se retiraron de las tiendas los CD de la misma. El tema de apertura es «Kyōran Hey Kids!!», de The Oral Cigarettes, mientras que el tema de cierre, «Nirvana», nuevamente corrió a cargo de Tia.
La banda sonora obtuvo críticas positivas de la prensa, como la de Anime UK News, que alabó el trabajo de Iwasaki «quien, aunque para la segunda temporada reutiliza mucho material de la primera, creó algunas pistas nuevas y desconcertantes en las que se oyen cantos étnicos». También, en el mencionado sitio web se escribió que «Kyōran Hey Kids!!» es muy llamativo, en contraste con el suave «Nirvana». Por otra parte, un analista de Ramen para Dos dijo que «la banda de sonido es arriesgada,  ya que se aleja ligeramente de los típicos temas de anime. Tenemos temas de estilo tribal con tintes de música asiática tradicional. Muy acorde con un anime cuyo eje central es el sintoísmo, con lo que no desentona en absoluto y aporta originalidad y frescura».

### Videojuego
El 8 de agosto de 2015, Sakura Soft anunció que estaba desarrollando un videojuego de rol para teléfonos inteligentes basado en la serie, Noragami ~Kami to Enishi~ (ノラガミ—神ト縁—?  lit. «Dioses y fe»). Este es un juego de descarga gratuita, consiste en batallas con cartas y estuvo disponible a partir del 29 de octubre.

### Teatro
También, se han realizado dos adaptaciones teatrales basadas en Noragami. La primera, Butai Noragami -Kami to Negai- (舞台「ノラガミ-神と願い-」?  lit. «Dioses y deseos»), está basada en una historia creada por Adachitoka. Con Hiroki Suzuki en el papel protagónico y Naohiro Ise en la dirección, las funciones se presentaron en el AiiA 2.5 Theater Tokyo entre el 28 y el 31 de enero de 2016. La siguiente obra, Butai Noragami - Kami to Kizuna (舞台「ノラガミ-神と絆-」?  lit. «Dioses y vínculos»), tuvo el mismo elenco y realizó quince funciones entre el 16 y el 26 de febrero de 2017.

## Recepción

### Críticas

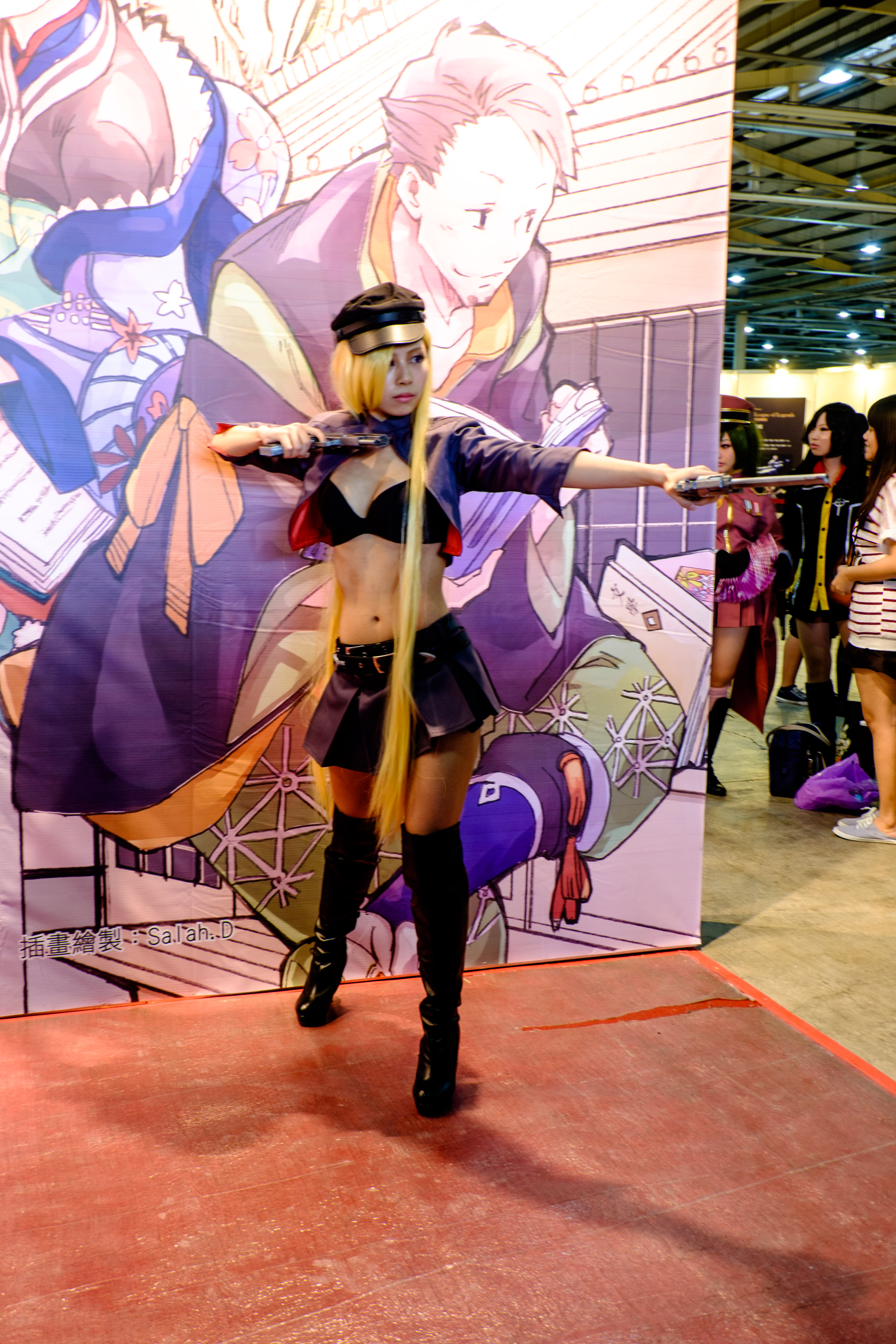
Cosplayer de Bishamonten

La serie obtuvo críticas positivas en su mayoría por parte de la prensa especializada, en virtud de su ambientación y el desarrollo de sus personajes principales. En la revista Otaku USA, Evan Minto dijo que, si bien son comunes los mangas donde se representa a los dioses japoneses como personajes modernos, Noragami destaca por su «protagonista, un dios de la calamidad que en el pasado era poderoso pero en la actualidad es tan desconocido que depende de trabajos ocasionales, excavar en la basura y mendigar para llegar a fin de mes. La modernización ha conocido —literalmente— a su creador». También, la introducción de Hiyori y Yukine fue bien recibida, aunque se mencionó que ella es la «menos interesante de los tres». Rebecca Silverman dijo en Anime News Network que la inclusión del sintoísmo le pareció interesante. El humor presente en la historieta fue elogiado por Ian Wolf, que en Anime UK News se refirió a Yato y Hiyori como «muy divertidos: él por su ambición y actitud, y ella por su lado agresivo y por lo confuso de su situación».
En el primer capítulo, Yato ofrece sus servicios a un personaje que nunca vuelve a aparecer en la serie. Medios como Anime News Network y Daiyamanga lo calificaron como «un inicio terrible», porque se presta a confusión y el ritmo es lento. El primer sitio web afirmó que «las cosas se mueven algo más rápido» cuando se presenta a Hiyori, mientras que en Daiyamanga se opinó que «vemos algunas lagunas en la historia» una vez que este personaje aparece. Más adelante, luego de que Yato y Yukine solucionan sus conflictos, la trama se centra en los personajes y «pierde el gancho», de acuerdo con Jordan Richards, de AIPT Comics. Este añadió que el cuarto volumen es más sencillo de leer, dado que contiene menos explicaciones que los primeros, cuando era necesario aclarar todo lo relacionado con el folclore japonés. Es por este motivo que la versión en inglés incluye muchas notas de traducción, algunas que llegan a ocupar una página entera. Sobre el arco de Bishamonten, Kotaku publicó que «sirve como puerta de entrada a la expansión del mundo de Noragami, porque a través de ella aprendemos sobre los demás dioses».
Con respecto a los primeros tres volúmenes, dos analizadores de Anime News Network le otorgaron 4 de 5 estrellas y observaron un estilo de dibujo «detallado y delicado» que «de manera excelente consigue ser exageradamente cómico y absolutamente aterrador a la vez». Además, hallaron el diseño de los ayakashi «fantástico, masivo y espeluznante, tanto es así que los protagonistas se ven obligados a volar sobre ellos para cortarlos en pedazos». No obstante, Rebecca Silverman escribió en ese sitio web que los «monstruos no lucen tan espectaculares». La periodista describió el estilo de la obra como «crepuscular» y añadió que los personajes son «agradables a la vista». Según la reseña de Daiyamanga, el dibujo es «bastante corriente... Hay docenas de personajes idénticos a Hiyori y Kazuma en la industria del anime/manga». Por otra parte, David Brooke escribió en AIPT Comics que «las secuencias de acción son fantásticas [...] Estas escenas están muy bien construidas, con grandes diseños y peleas bien coreografiadas».
Sobre la primera temporada del anime, Evan Minto afirmó que la comedia es la mayor virtud de la serie y citó como ejemplo una escena de humor negro donde Yato le hace preguntas a un hombre deprimido, mientras ambos caen de un edificio. Richard Eisenbeis, de Kotaku, alabó el mundo de la serie y el desarrollo de Yukine, pero criticó a Hiyori por «demostrar dos personalidades diferentes» durante los primeros ocho episodios. Un analista de Ramen para Dos destacó el diseño de personajes, que «es atractivo para el público joven», y por su «paleta de colores vivos». Además, dijo que «la animación es más que correcta», pero que las escenas de lucha «son cortas y se centran en primeros planos, perdiendo cierta intensidad». La segunda temporada, por otro lado, recibió comentarios favorables de la prensa por su temática más oscura, «que explora recuerdos y emociones dolorosas». En Anime UK News, se mencionó el trabajo de adaptar dos arcos narrativos para Noragami Aragoto se hizo de manera muy fluida. De acuerdo con Kotaku, que elogió el papel de Hiyori en esta temporada, Aragoto «no cometió los errores de su antecesora y es estupenda».

### Popularidad
Noragami experimentó un aumento en ventas luego del estreno del anime, ya que ese año se compraron más de dos millones de copias en Japón, lo que lo colocó en la vigésimo séptima posición de los mangas más vendidos de 2014. En cuanto al resto del mundo, en enero de 2015 el primer volumen fue el octavo más vendido en Estados Unidos. Sin embargo, las ventas decayeron con el tiempo, hasta el punto de vender solo cien mil ejemplares al año. A fecha de agosto de 2018, llevaba vendidas 6,3 millones de copias. En la Convención Internacional de Cómics de San Diego de 2016, varios críticos eligieron a las mejores y peores historietas del año y enlistaron a Noragami como uno de los mejores mangas orientados a niños/adultos. En enero de 2020, IGN lo colocó entre los mejores animes de la década de 2010. Asimismo, en 2023 Yato ocupó el vigésimo noveno lugar en la lista de los personajes más populares para los usuarios de MyAnimeList, tras hacerse con 39 169 votos.